# 十 〜忍法魔界転生〜
『十 〜忍法魔界転生〜』（ジュウ にんぽうまかいてんしょう）は、せがわまさきによる日本の漫画。山田風太郎の代表作『魔界転生』を原作とする。『月刊ヤングマガジン』（講談社）にて、2012年9月号から2018年7月号まで連載された。全71話。
同じく山田の『柳生忍法帖』を原作として2005年から2008年に掛けてせがわにより連載された『Y十M 〜柳生忍法帖〜』とキャラクターデザインは統一されており、一部原作にない過去の出来事の言及もある（ただし、公式に本作が『Y十M』の続編とは銘打たれていない）。

## あらすじ

### 忍法魔界転生（第1-3巻）
寛永15年（1638年）3月1日、鎮圧された島原天草一揆の地で、由比正雪と新免武蔵は面妖な老人・森宗意軒によって、戦死したはずの天草四郎が女人を割って蘇るという摩訶不思議な光景を目の当たりにする。正雪はその場で宗意軒に弟子入りを志願する。関ヶ原の戦いで破れた小西行長の遺臣であった宗意軒は、女人の身体を使って強力な肉体と精神を持つ者を転生させるという技「忍法魔界転生」を開発し、江戸幕府を倒す野心を抱いていた。この技は、宗意軒の手の指を媒体として女人を「忍体」と呼ばれる体質に変え、死の間際にその忍体と交合(性交)すると、一月あまり後にその女人の身体の中から、皮を脱ぐように健康な身体で再誕するというもの。
以降、正保3年（1646年）3月まで、この世に強い未練を残す、死に際の剣豪や傑物たちの前に、宗意軒や正雪、あるいは転生者らが現れ、魔界へと誘っていく。生前は清廉高潔であった者であっても、この強い誘惑に勝てず、荒木又右衛門、田宮坊太郎、武蔵、柳生但馬守、宝蔵院胤舜、柳生如雲斎が転生者と相成る。
準備を整えた宗意軒は幕府御三家の1つ紀州大納言・徳川頼宣の前に現れ、天下取りを唆す。そのために魔界転生によってこれまでに誕生した名だたる剣客たち（転生衆）を紹介し、野心を焚き付けられた頼宣は幕府への謀反を決意する。

### 柳生十兵衛（第3-5巻）
宗意軒は8人目の転生者として、但馬守の嫡男で現在は江戸より放逐されて大和「柳生の庄」にいる柳生十兵衛に目を付けていた。そのため、十兵衛を籠絡するための忍体で、宗意軒の忠実な部下であるフランチェスカお蝶を送り込む。しかし、偶然によって失敗し、正体はばれずに済むがお蝶は自害する。そんな折、頼宣は自身の忍体用の女人を見つけ出すため、紀州藩士達に年頃の若い娘たちを和歌山へ召し出すよう命令する。その中には紀州藩三達人の娘や孫たちで、柳生に滞在中の十兵衛を慕う3人の美女、お縫・おひろ・お雛もいた。やがて木村助九郎ら三達人は集めた女が転生者たちに無惨に殺されていること知り、お縫らを柳生に逃がす。その中で三達人は、自分たち以上の達人である転生衆に成すすべもなく殺害される。かろうじて十兵衛の元にたどり着いた瀕死の木村は、敵方が荒木又右衛門ら蘇った剣客であること、紀州藩を救って欲しいと頼んで事切れるが、但馬守と如雲斎のことは秘する。一方、柳生まで来た転生衆も十兵衛を仲間に引き入れるという宗意軒の命令があるため、現時点では彼と戦うことは諦め引き返す。
十兵衛は一計を案じ、転生衆の拠点がある、頼宣の側用人・牧野兵庫頭の屋敷を単身で訪れる。そして、自分が幕府重鎮・松平伊豆守の隠密として動いていると偽った上で紀州藩の動きを牽制し、これから自分と柳生十人衆と名乗る部下たちが西国巡礼に見せかけて紀州藩領内を巡り、転生衆らと戦うことを告げる。江戸にいる宗意軒の名代としてその場にいた四郎はこの十兵衛の挑戦を引き受ける。
転生者たちは十兵衛を仲間に引き入れる好機と捉え、また剣客としての矜持から個別に挑むことを決める。そして四郎はクララお品を忍体として十兵衛の元へと派遣する。一方で、転生衆らを恐れる牧野は忍者集団の根来衆を密かに呼び寄せるが、彼らは四郎に破れ、その配下になってしまう。

### 西国巡礼：転生衆との戦い（第6-10巻）
西国第一番礼所青岸渡寺で田宮坊太郎、第二礼所・紀三井寺に向かう途中の三段壁で宝蔵院胤舜と十兵衛は戦い、仲間の犠牲を出しながらも勝利する。また、正体を隠したお品は十兵衛一行に加わることに成功するも、その女体での籠絡は上手く行かない。やがてお品の正体が判明するも、十兵衛は彼女の中にある優しさを察して、これを見逃す。一方、いきなり2人も討たれ、またお品の籠絡の進展もないことに憤った頼宣は、江戸より将軍家光が危篤との報が寄せられたこともあり、宗意軒の計画を無視して独断行動を取ろうと考え始める。
十兵衛一行は道成寺にて3人目の刺客・如雲斎の襲撃を受ける。十兵衛は重傷を負うも如雲斎の右目を潰すことに成功し、危機に陥った如雲斎はお雛を人質に取る。如雲斎は再戦を要求し、十兵衛はお雛の命のため撤退を決める。その後、十兵衛と転生衆は互いに策を練り、十兵衛は罠と知りつつ、お品の案内を受けて単身で無人の和歌山城へと入る。そして天守閣にて如雲斎と再戦し、危機に陥るも密かに裏切ったお品の手助けで如雲斎を倒すことに成功する。しかし、お雛は救出できず、ひとまず逃亡する。そして十兵衛はお品に頼み、第三礼所粉河寺に待機する仲間たちに柳生へ向かうよう伝える。
粉河寺にて十兵衛を待つお品であったが裏切りが四郎にばれ、忍術のために手籠めにされる。そこに十兵衛が到着し、雨の中で四郎との決闘が行われる。お品の助けで四郎の忍術が封じられたことで十兵衛は彼を斬り倒す。しかし、その際に根来衆からの手裏剣から十兵衛を庇ってお品が致命傷を負う。今際の際に四郎は、転生衆の最後の謎の一人が十兵衛の実父・但馬守であることを明かし、息絶える。また、お品は四郎が持っていた宗意軒の指を食べることでこれを消失せしめ、十兵衛に感謝して息を引き取る。
一方、転生衆の意向を無視することを決めた頼宣は、槍鉄砲を整え、1000人ほどの行列で江戸に向かって出発する。しかし、指が失われたため、すぐに忍体を作ることはできず、ひとまず、お雛の身体は無事が保証される。

### 柳生の庄の戦い（第11-12巻）
十兵衛のせいで何事も上手く行かないと憤る頼宣は柳生を通ることを決める。但馬守は奈良本陣にて人質を使って息子・十兵衛を誘い出そうとする。十兵衛は父宛の果し状をお縫とおひろに持たせて本陣に送り、柳生家の墓がある柳生の庄・法徳寺に誘い出す。但馬守はお縫ら人質を連れて約定どおりに単身で十兵衛と相見える。十兵衛は自身が発見したという太祖・石舟斎（柳生宗厳）の相伝書を餌にし、これに執着したことが敗因で但馬守は敗れる。しかし、十兵衛の部下たちの独断行動で約定を違えた形になってしまったため、人質は又右衛門によって連れ去られてしまう。
頼宣は十兵衛の策で無人となっている柳生城に入り、そこで江戸からやってきた宗意軒と合流する。宗意軒は、実際には家光の病気は大したことはなく、これはこうした機に乗じて謀反を起こす可能性がある頼宣を誘い出すための幕府の策だと諭す。さらに、この計画を立てた幕府重鎮は既に柳生と目と鼻の先である伊賀上野・藤堂藩にいると見られた。ひとまず、頼宣と宗意軒は、上野に詳しい又右衛門を偵察に送り、さらに牧野に頼宣の振りをして上野に向かわせる策を立てる。もし、懸念通り上野で頼宣の行列が差し止められる場合、乱心した牧野の独断行動として終わらせるというものであった。
敵の動きを把握していた十兵衛は、長田川を渡り、伊賀上野・鍵屋の辻にやってきた牧野の一行を騙し、又右衛門一行を銃撃させて部隊は引き帰らせ、さらに牧野を殺すことに成功する。しかし、又右衛門は無傷であり、十兵衛はそのまま鍵屋の辻にて決闘することになる。又右衛門は強敵であったが、銃弾は彼の刀の刃に当たっており、戦い中に刃が折れたことで十兵衛が勝利する。
上野にいる幕府重鎮の正体は松平伊豆守であり、彼は事を穏便に収めるため、単身で柳生城に乗り込み、頼宣を説得する。伊豆守が去った後、宗意軒は憤怒を抑えきれない頼宣に今この場でお縫もしくはお雛を忍体として魔界転生するように唆す。

### 武蔵との戦い（第13巻）
間もなく頼宣の交合が行われようという時、最後の転生衆となった武蔵の様子がおかしいと聞いた宗意軒が会いに行く。武蔵の生前からの願いは幕府に仕えることであり、この現状なら頼宣と宗意軒を手土産に伊豆守に幕府への仕官を願い出るという。武蔵は宗意軒を斬り捨てると出奔する。同時刻、城に乗り込んだ十兵衛は交合の準備をしていた宗意軒の最後の部下・ベアトリスお銭を斬ってお縫らを救出する。そして頼宣に野望を諦めないならこの場で殺し、切腹すると脅す。ここに至って頼宣は諦め、和歌山へと帰ることを決める。
十兵衛は逃げた武蔵の行方を追い、伊豆守が滞在している桑名に到着する。そして一計を案じて、桑名沖合にある小島・船島へと武蔵を誘い出す。名前も規模も、かつての巌流島を思い出させるような小島を選んだのは十兵衛の策であり、もし武蔵が二刀流であれば勝ち目はないが、巌流島を思い出して木剣で戦えば勝機はある、というものであった。先に島に着いた武蔵は十兵衛の読み通り、刀身の長い木剣にて待ち構えていた。十兵衛は武蔵と対峙し、その雰囲気と圧に押されるものの、武蔵が踏み込んだ一撃に対し、その木剣を縦に斬り、これを討つ。
勝負が決し、大汗をかいてへたり込んだ十兵衛が武蔵の亡骸に手を合わせる場面で物語は終わる。

## 登場人物

### 十兵衛一行
柳生十兵衛三厳
右眼帯の剣客。年齢は39歳（数え年なら40歳）。「3年前に会津でいらざる騒動を起こした」として、父・但馬守から大和「柳生の庄」に放逐されている。
せがわまさきの前作『Y十M 〜柳生忍法帖〜』の柳生十兵衛とデザインは同じであり、原作にない「3年前の会津の騒動」のことから、『Y十M』の続編とも取れる形になっている（ただし、同作終盤で漆戸虹七郎につけられた目の刀傷は無かったことになっている）。

#### 三達人の子女
紀州藩三達人と呼ばれる木村家・関口家・田宮家の子女たち。女人ながら剣の腕は十人衆を上回る。普段はだらしない十兵衛を叱咤するような気の強い娘たちだが、揃って十兵衛に惚れている。
お縫（おぬい）
木村助九郎の孫娘。前方に髪が一条。左眼に泣きボクロ。柔和。武芸は静かに相手を制する。
おひろ
関口柔心の娘。前方両脇に長い髪を二条垂らし、さらに後ろ髪を縛っている。男前。
お雛（おひな）
田宮平兵衛の孫娘。ポニーテールの女性。鋭く凛々しい。
関口弥太郎（せきぐち やたろう）
7歳。おひろの弟で、顔立ちも似ている。すばしっこい。胤舜との戦い後、根来衆に気づいた十兵衛によって密書を託され柳生へと向かう。

#### 柳生十人衆
十兵衛の一番弟子を自称する柳生の庄に済む老若問わない10人の男たち。転生衆からは全く脅威と見られていないが、並の剣士では太刀打ち出来ない程の実力はある。物語の進行に伴い命を落としていき、命懸けで十兵衛を援護し転生衆攻略の隙を作る。
なお、十人衆は彼ら自身の自称である。
戸田五太夫（とだ ごだゆう）
十人衆では年長で、仲間からは「戸田老」とも呼ばれる。角ばった顔の男。坊太郎戦では彼の隙を作るなどの策を立てる。後半、弥太郎に追いつく命を受け（原作では小三郎が命じられる）、柳生の庄直前で追いつくも、間もなく後から来た但馬守に斬首される。
伊達左十郎（だて さじゅうろう）
たれ目。髷を立てておらず、髪は後ろに結んでいる。終盤、小三郎と共に柳生城に忍び込んで偵察する中で武蔵と遭遇し殺される。
逸見瀬兵衛（へんみ せべえ）
口元と顎のヒゲが繋がった男。鍵屋の辻にて又右衛門に扮し、牧野を殺害する。その直後に本物の又右衛門に斬殺される。
磯谷千八（いそがい せんぱち）
福頬でハの字ヒゲの若者。後半、戸田と共に弥太郎に追いつく命を受ける。その追跡中に根来衆から弥太郎を守ろうとして命を落とす。
小谷小三郎（こや こさぶろう）
最年少の少年で、生真面目な性格。後半では原作における五太夫と役割が入れ替わっており、終盤、左十郎と共に柳生城に忍び込んで偵察する中で武蔵と遭遇し殺される。死に際に武蔵が宗意軒を殺害したことと、伊豆守を通して幕府への仕官を希望していることを十兵衛に伝える。
三枝麻右衛門（さえぐさ あさえもん）
糸目垂れ眉の柔和な男。胤舜との戦いで落命する。
金丸内匠（かねまる たくみ）
額の皺が目立つ柔和な男。最年長の壮年。胤舜戦後、囮となって根来衆に殺される。
北条主税（ほうじょう ちから）
童顔だが、頭頂部が禿頭になった男。坊太郎との戦いで斬られ、十人衆で最初の落命者となる。
小栗丈馬（おぐり じょうま）
吊目で強面の男。道成寺での如雲斎戦にて、お雛を助けるため鐘撞堂の柱を叩き折る。しかし、如雲斎の秘伝鎧通しによる鐘内からの一撃を受けて死亡する。
平岡慶之助（ひらおか けいのすけ）
両眉のつながった点目の男。胤舜との戦いで崖に飛びついて十兵衛を補助し、胤舜を討つことに貢献する。但馬守戦後、又右衛門に斬り殺される。

### 魔界転生衆
森宗意軒が率いる倒幕を狙う集団。宗意軒の秘術「忍法魔界転生」によって蘇った剣豪や傑物たちを従える。また天草の乱以前からくノ一の3人（お蝶・お銭・お品）と四郎は宗意軒に仕えていた。
森宗意軒（もり そういけん）
怪老人。島原一揆の軍師。小西行長遺臣。島原一揆の直前に忍法魔界転生を生み出し、幕府転覆を狙う本物語の首魁。徳川頼宣に手を貸す形で、動乱を起こし、徳川の血筋を絶やすこと自体を狙っている。基本的に転生可能なのは指の数のみであることから、作中では残り3本の指を、十兵衛と頼宣、そして自分にすることを考えていた。
由比正雪（ゆい しょうせつ）
いささか胡散臭い小綺麗な男。物語冒頭の島原において宗意軒に弟子入りし、以降、作中を暗躍する。表向きは江戸に張孔堂という軍学の大道場を開いている。実際のところは宗意軒の良いように利用されているが、自覚はない。直接の登場は序盤のみで、終盤では頼宣の野心が幕府にバレたことで江戸で証拠隠滅に追われていることが宗意軒に言及されるのみである。
フランチェスカお蝶（フランチェスカおちょう）
厚ぼったい唇に口元にほくろがある妖艶な美女。宗意軒の命令により十兵衛を転生者とすべく、仇討ち希望の修行者を装って柳生の庄を訪れる。十兵衛に色仕掛けを行うも、嫉妬した三人娘の投げた袋竹刀を躱す動きで忍びの者と発覚してしまう。逃げ出すこともできず、捕まって正体を吐かされることを恐れ、自害する。
ベアトリスお銭（ベアトリスおぜに）
吊り目で落ち着いた美女。物語序盤でお蝶が死に、お品が次の十兵衛の籠絡役に選ばれたことで江戸で待機する宗意軒に常に控えることとなる。最終盤まで宗意軒の手足として動くが、最期は頼宣の転生の準備をしていたところを十兵衛に斬られ死亡する。お品によれば四郎と最も仲が良い。
クララお品（クララおしな）
クセ毛で言動もやや奔放な美女。お蝶死亡後に十兵衛の籠絡役に選ばれ、根来衆と一芝居売って、紀州藩士に追われる一般娘として西国巡礼に扮した十兵衛一行に潜り込む。当初は予定通り十兵衛を籠絡しようとするも、やがて彼や十人衆と親しくなり、彼らに情が移ってしまう。十兵衛に正体を気づかれ一度見逃されるが、その後も情が移った内心を隠して表向きは宗意軒の計画に従う。和歌山城の如雲斎戦で転生衆を完全に裏切ったことが四郎にばれ、十兵衛と落ち合う予定であった粉河寺で折檻を受ける。のち、十兵衛と四郎の戦いで十兵衛を根来衆の攻撃から庇い死亡する。

#### 転生者
忍法魔界転生によって蘇った剣客や傑物たち。魔界衆や魔人とも呼ばれる。作中では7名登場する。
死期が迫ってなお、超絶の気力体力を持ちながら、自身の生に強い後悔の念を抱いて転生することを希望する者が、宗意軒の指が仕込まれたことで「忍体」と呼ばれる体質に変貌した女人と末期の交合（性交）を行うことで、一月後に新たな肉体を持って魔人として蘇る、というものである。忍体になる女性は、その転生者が強く望む者でなければならない。生前はどれほど優れた人格者であっても、転生後は虐殺を好む残忍な性格へと変貌している。なお、原作ではほとんどの場面で柿色の頭巾で素顔を隠しているが、本作では逆に素顔を晒していることが多い。以下は転生した順番で紹介する。
天草四郎（あまくさ しろう）
島原一揆の指導者。キリシタンの美青年。生前からお蝶らと共に宗意軒の部下で忍術を学ぶ。一揆で戦死を遂げるが、物語冒頭、一揆鎮圧後の寛永15年（1638年）3月1日に、最初の転生者として蘇る。転生後は両耳に上下逆向きの十字架のピアスをつける。性格は小生意気で、仲間であっても普段から小馬鹿にしたような態度をとる。奔放に見えるが宗意軒の意思には忠実。
性的に絶頂した時点の女の髪を切り取り、これを刃物に変えて攻撃に用いる「忍法髪切丸」という技を用いる。生前の胤舜の十文字槍を斬り崩すなど、非常に斬れ味が良い。
物語上は紀州に不在の宗意軒に代わって、彼の名代として転生衆を取りまとめることが多い。中盤において粉河寺にて裏切ったお品を詰問し、そのまま十兵衛との戦いになる。お品も扱える髪切丸の対抗妨害で、技を封じられ、そのまま十兵衛に顔面を縦に切り裂かれた後、根来衆が投げたクナイの盾にされ、原作同様転生衆の中に宗矩がいることを告げて死亡する。
荒木又右衛門（あらき またえもん）
鍵屋の辻の決闘で有名な新陰流の剣豪。世間では藤堂藩と鳥取藩に厚遇されたが若くして亡くなったと思われていたが、実際には政治的理由で謹慎のような生活を強いられ不遇の内に亡くなった。本作では転生が描かれてないが、四郎と同時に転生している（四郎転生時に宗意軒と一緒にいる女が又右衛門を宿した忍体）。
物語上は胤舜を魔界に誘う存在として四郎と共に初登場する。十兵衛とは終盤に戦い、鍵屋の辻で戦うこととなる。十兵衛をして強敵であったが、決闘の直前に受けた銃撃で偶然刀の刃が折れたことで敗死する。
田宮坊太郎（たみや ぼうたろう）
柳生新陰流（江戸柳生）の剣客。父の敵討ちで有名な美青年。田宮平兵衛の一族に連なり、同様の柄の長い刀を用いる。本懐を遂げて間もなく死病の労咳を患い、残りわずかな命となる。短い命を仇討ちに費やしたことを後悔していたところ、江戸で正雪と出会い、将来を誓ったお類を忍体として、正保2年（1645年）4月に名古屋の如雲斎の屋敷で転生する。新陰流の剣客として十兵衛や但馬守から剣術を教わり、また如雲斎とも面識があった。
転生衆の最初の刺客として西国第一番礼所青岸渡寺にて十兵衛と戦う。門前階段でおひろを人質に取り、有利に立つが、柳生十人衆の奇策で隙を作られ、十兵衛に斬られる。
宮本武蔵（みやもと むさし）
天下無敵と謳われる大剣豪。生前も転生後も非常に無口で何を考えているのかわからない。世間では女性に興味を持たず生涯鍛錬に費やした傑物と見られていたが、宗意軒によれば30歳以降は剣客ではなく軍師としての立身出世を志すも夢果たせず、生涯を悔いていたという。島原の乱でも本人は軍師として軍監の役目についたが、一向に剣を振るわないため、周りからは雑兵にすら無能とみなされていた。正保2年（1645年）5月に熊本にて62歳で没するも、直前に宗意軒が見つけ出した想い人の姪・お通と交わり転生する。
最終盤、宗意軒と頼宣を手土産にすれば生前に切望していた幕府への仕官が叶うのではないかと考え、突如として宗意軒を裏切ってこれを殺し、出奔する。その後、十兵衛の策に誘い出される形で、桑名の船島にて彼と最後の決闘を行うことになる。十兵衛から二刀流であれば勝ち目なしと言われるほどであったが、かつての巌流島の決闘の想起から木剣で戦うことを選び、最終的にこれが仇となって敗死する。
ほかの転生衆たちが死亡時の肉体年齢で転生しているのに対し、彼のみ、原作と異なり全盛期の年齢に若返って転生している。
柳生但馬守宗矩（やぎゅうたじまのかみ むねのり）
柳生藩主。元将軍家剣術指南役。十兵衛の実父。世間では剣客として最高の地位と名誉を得たとみなされる老剣客。清廉な人格者であったが、死病の床にある時分に遺恨ある如雲斎の挑発を受ける形となり、これに憤怒して転生を決意する。また同時に剣士として想い人を捨て徳川家に仕えたことを心の底では後悔していた本心も明かす。そして正保3年（1646年）3月に胤舜が連れてきた唖の女と交わり、転生する。
転生後は柳生の者であっても容赦せず、残虐に手を掛けるようになる。十兵衛を高く評価しており、特に如雲斎を始めとして他の者が敗れるたびにこれを嘲弄する。最期は十兵衛からの果し状という形で、父・石舟斎の相伝書を餌に柳生の菩提寺である法徳寺に誘い出され、そのまま相伝書への執着が敗因となり、敗れる。その遺体はそのまま墓所に葬られる。
宝蔵院胤舜（ほうぞういん いんしゅん）
宝蔵院流の槍術の達人。大柄な僧侶。槍の名手であると同時に僧籍にあるものとして非常に高潔な性格だが、禁欲による射精が槍術の切れをより増すと感じ、非常に豊満な美女・佐奈を連れ歩くようになる。これによって磨いた槍術で旧知の但馬守と手合いたいとして江戸に向かう途中、大井川で転生した又右衛門と四郎と出会い、これに破れ、転生の秘術を教えられる。未だ健康な身体で興味はなかったものの佐奈を忍体とし、江戸で但馬守と再会する。結果として但馬守が転生を決意するきっかけとなり、そのまま但馬守の気迫から自身も転生を決心して殉死し、佐奈と最初で最後の交わりをして転生する。
転生後は非常に悪辣で、牧野屋敷に集められた女たちを交わり殺す様子が描かれる。2番目の刺客として十兵衛とは三段壁で戦うことになるが、まったく歯が立たず右足を切り落とされ、危機に陥ると人質を取って再戦を迫る。しかし、慶之助の助力を受けた十兵衛に斬られる。
柳生如雲斎利厳（やぎゅうにょうんさい としよし）
尾張柳生の前当主。通称：兵庫。禿頭に顎に2つのほくろ、独特の髭を持つ筋肉質な老人。柳生家の正統な血筋を自負し、また祖父・石舟斎から直接の手解きを受けたとして新陰流の正統も自負する。そのために世間では江戸柳生や叔父・但馬守の方が評価されていることに強い不満を持つ。初期より正雪と知り合うも転生するかは最後まで迷い、正雪を探っていた柳生宗冬を打倒し、その尻に「尾」と書くなど、但馬守を挑発する。のち、転生した但馬守に無手で打倒された上に、尻に「江」と書かれる屈辱を受け、転生を決意する。その後、直接は描写されないが、騙して京に誘き出した息子の嫁・お加津を忍体にして転生したことが示唆される。
作中では3人目の刺客として道成寺で十兵衛と戦う。互いに右目を斬りつけ合う互角の戦いだったが、十兵衛は元より隻眼のため意味がなく、追い込まれてしまう。そこでいったんお雛を人質にとって後日の再戦を要求し、隻眼でも以前通りに戦えるようになったところで無人の和歌山城天守閣にて再戦する。ところがお品の裏切りで左目を潰されてあっけなく敗死する。

#### 忍体
「忍法魔界転生」によって必要となる忍体となった女性たち。転生対象の者が深く愛する者とする。
お類
坊太郎の転生の忍体。讃岐丸亀の出身で生前に将来を誓った仲。正雪の取り成しで名古屋にて坊太郎と再会し、おのれの死を含めてすべてを承知の上で、坊太郎のための忍体となる。
お通
武蔵の転生の忍体。かつて武蔵と愛し合ったというお通の姪。名前と共に容姿も伯母に生き写しだという。
佐奈
胤瞬転生の忍体。胤瞬にもっとも官能を呼び起こすとする肉感的な美女。胤瞬の修行の一貫としてあえて侍らせて己の淫欲に耐えさえ、射精の如きで槍の一撃を高める工夫とする。やや知恵遅れの様子がある（原作では元は利発で快活だったが、胤瞬の修行で一向に手を出されないために白痴のようになってしまったとある）。
おりく（仮名）
但馬守転生の忍体。かつて但馬守が徳川家に仕えるため捨てたという同郷の美女おりくに瓜二つな女性。初期に又右衛門と四郎が連れており、胤瞬を介して但馬守と引き合わされる。彼女自身の正体は不明で、但馬守はその逸話を知っている又右衛門が探してきた、おりくの血筋の者ではないかと推測している。唖（おし）で喋れないが、但馬守を受胎した際にキリシタンの聖句を唱えている。
お加津
如雲斎転生の忍体。如雲斎の嫡男・茂左衛門の嫁。時に如雲斎の身の回りの世話をしている。作中では当初、坊太郎の転生に如雲斎と共に立ち会うが、如雲斎の命令でこれを夫にも言わず固く秘す。作中では直接描写されないが、のち転生を決意した如雲斎に京に誘い出され、忍体にされたことが示唆されている。

### 紀州藩
徳川頼宣（とくがわ よりのぶ）
徳川御三家・紀州藩主。通称：紀州大納言。家祖・徳川家康の十男で隙あらば宗家に取って代わろうと考える野心家。宗意軒と正雪に唆される形で、転生衆を配下として彼らの計画に乗ることを決める。ところが、次々と十兵衛に倒されていくことに苛立ち、次第に宗意軒の計画を無視して独自の行動を取るようになる。
牧野兵庫頭（まきの ひょうごのかみ）
頼宣の腹心。宗意軒からは正雪と同じ目端の利く男と評される。自身の屋敷に転生衆の拠点を設けるも、彼らには不信感を抱き、密かに根来衆を呼び寄せるなどするが、すべて転生衆に筒抜けで失敗する。
根来衆
紀州根来を拠点とする忍者集団。全員が僧侶の服装で総髪という姿。作中では牧野の招聘を受けて精鋭30名が藩に出仕する。本作では名前は登場しないが、顔立ちは何人か描き分けられている。出仕早々にリーダー格の者を四郎にあっけなく殺され、以降、転生衆の手足となって動く。

### 紀州藩三達人
木村助九郎（きむら すけくろう）
紀州藩士。お縫の祖父。600石取りで柳生新陰流剣術指南役。柳生石舟斎の四高弟の一人。堅苦しく、十兵衛からは「じい」と呼ばれる。最初は藩命を受けてお縫ら3人を和歌山へと連れて行く。そこで転生衆の非道を知ったがため、同胞の田宮や関口と共に孫娘らを柳生へ逃がそうとする。田宮と関口が討たれる中、最後の足止め役として留まるが、相手の正体が但馬守と如雲斎と知って驚愕する。あえて逃げの一手で、右腕・左足を失い致命傷を受けながらも、柳生に逃げ切り、十兵衛に又右衛門らが蘇ったことを伝え、また紀州藩を守って欲しいと願って息を引き取る。
田宮平兵衛（たみや へいべえ）
紀州藩士。お雛の祖父。800石取りで田宮流剣術指南役。林崎甚助の直弟子である居合術の達人で、田宮一族の長老。転生衆からの逃亡劇では最初に足止め役に志願する。胤瞬との一騎打ちでは左腕を落とされてもなお一撃を与えるところを坊太郎に妨害され、落命する。
関口柔心（せきぐち じゅうしん）
紀州藩士。おひろ・弥太郎の父。柔術指南役。関口流柔術の開祖で、少林寺拳法の名人・陳元贇からも教えを受け、釵（サイ）も用いる。今川家の傍流で築山殿の甥にあたる名門の血筋。三達人の中では最も若い。転生衆からの逃亡劇では2番目の足止め役となり、その身軽さで又右衛門を完璧にいなす。しかし、次に興味を持った武蔵と戦うこととなり、手も足も出ず敗死する。

### その他の人物
柳生宗冬（やぎゅう むねふゆ）
但馬守の三男。剣士の腕は立つも父や兄・十兵衛にはまったく及ばない。父より、江戸で暗躍する正雪の動きを探る命令を受けるが、如雲斎に敗れ、尻に「尾」の一字を刻まれるという恥辱を受ける。
松平伊豆守（まつだいらいずのかみ）
江戸幕府老中。十兵衛と親交のある幕府重臣。本作では終盤で登場するも、初期より名前はよく登場する。将軍・家光が病気になったことを利用して頼宣に謀反の動きをあえて起こさせ、これを咎めて、将来の憂いを絶とうとする。終盤では単身で近畿に赴いて、道中の尾張藩や藤堂藩に的確な指示を行い、最後は柳生城にて頼宣と直接面会し、迂遠な言い回しで脅しを掛ける。最終盤でも桑名に逗留していたために、十兵衛と武蔵の勝負が桑名になる。

## 書誌情報
- せがわまさき『十 〜忍法魔界転生〜』講談社〈ヤングマガジンKC〉、全13巻
  1. 2013年2月6日発売 ISBN 978-4-06-382268-7 表紙：四郎
  2. 2013年5月23日発売 ISBN 978-4-06-382301-1 表紙：坊太郎
  3. 2013年10月4日発売 ISBN 978-4-06-382365-3 表紙：十兵衛
  4. 2014年3月6日発売 ISBN 978-4-06-382441-4 表紙：胤瞬、背景に十兵衛
  5. 2014年9月5日発売 ISBN 978-4-06-382515-2 表紙：宗矩、背景に十兵衛
  6. 2015年2月6日発売 ISBN 978-4-06-382556-5 表紙：十兵衛
  7. 2015年8月6日発売 ISBN 978-4-06-382652-4 表紙：如雲斎、背景に十兵衛
  8. 2016年2月5日発売 ISBN 978-4-06-382737-8 表紙：又右衛門、背景に十兵衛
  9. 2016年8月5日発売 ISBN 978-4-06-382834-4 表紙：お品と十兵衛
  10. 2017年2月6日発売 ISBN 978-4-06-382924-2 表紙：十兵衛と弥太郎
  11. 2017年8月4日発売 ISBN 978-4-06-510089-9 表紙：頼宣
  12. 2018年2月6日発売 ISBN 978-4-06-510893-2 表紙：森宗意軒、背景に転生衆
  13. 2018年8月6日発売 ISBN 978-4-06-512437-6 表紙：宮本武蔵

## 備考
歴史や伝説に名を残す英雄の写し身を召喚して戦う伝奇ファンタジー『Fate』シリーズ（TYPE-MOON）のアイデア元の一つが『魔界転生』である（山田風太郎の原作および、石川賢の漫画版の影響が大きいという）。『Fate』シリーズの原作者奈須きのこは、『十 〜忍法魔界転生〜』の単行本1巻発売時に、冲方丁、貴志祐介とともに販促宣伝文を寄稿し、せがわはFateシリーズの看板ヒロイン・アルトリアを忍法魔界転生させた「魔界版セイバー」イラストを添えた『十 〜忍法魔界転生〜』サイン本を奈須に贈っている。